# Operación Marg Bar Sarmachar
Operación Marg Bar Sarmachar: Fue una operación militar de retaliación realizada, el día 18 de enero de 2024, a las 4:05 de la mañana por las Fuerzas Armadas de Pakistán que atacó varias ubicaciones de grupos insurgentes dentro de Irán, dos días después de que Teherán bombardeara dos bases de un grupo terrorista situadas en suelo paquistaní, desencadenando una crisis diplomática. Al menos nueve personas, entre ellas cuatro niños fallecieron por consecuencia de la respuesta militar de Pakistán. 
Este ataque marca el primer caso conocido de un país extranjero que lanza un ataque contra Irán desde el final de la guerra entre Irán e Irak en 1988.

## Etimología
Marg Bar Sarmachar se traduce literalmente como "muerte a los insurgentes" en Español. Se compone de dos partes, "Marg Bar" y "Sarmachar". Marg Bar significa "muerte a" en persa, que se utiliza a menudo en el eslogan iraní Marg Bar Amrika, que significa "muerte a Estados Unidos", mientras que Sarmachar significa "insurgentes" o "guerrilla", que utilizan los militantes Baluchíes para identificarse a sus combatientes.

## Antecedentes
Según Pakistán, el ataque fue lanzado en represalia por un ataque con misiles llevado a cabo por los Cuerpos de la Guardia Revolucionaria Islámica de Irán en la zona fronteriza de la provincia paquistaní de Baluchistán. El ataque iraní supuestamente tuvo como objetivo el grupo militante Jaish ul-Adl el 16 de enero de 2024, provocando la muerte de dos niños y heridas a cuatro personas, según informó Pakistán.

## Ataque
A las 4:05 a. m., Hora estándar de Irán, (UTC+03:30), la Fuerza Aérea de Pakistán y el Ejército, lanzaron un ataque utilizando drones de combate, Lanzacohetes múltiple, Municiónes merodeadoras y Armas de Lanzamiento a distancia  en siete ubicaciones distintas de grupos separatistas baluchis en la ciudad iraní de Saravan en la provincia de Sistán y Baluchistán. Irán dijo que nueve personas murieron durante el ataque, incluidos cuatro niños, tres mujeres y dos hombres, que no eran iraníes.

## Reacciones
- Pakistán:El Ministerio de Asuntos Exteriores dijo que Pakistán "llevó a cabo una serie de ataques militares de precisión altamente coordinados y específicamente dirigidos contra escondites terroristas" que mataron a "varios terroristas" en una operación denominada "Marg Bar Sarmachar",[12] y añadió que los ataques fueron lanzados debido a la "falta de acción" por parte de Irán con respecto a la presencia de "terroristas de origen paquistaní" en su suelo.[13] Según Relaciones Públicas Interservicios del ejército paquistaní, los escondites objetivo estaban siendo utilizados por militantes del Ejército de Liberación de Baluchistán (BLA) y el Frente de Liberación Baluchis (BLF), incluidos, entre otros, Dosta alias presidente, Bajjar alias Soghat, Sahil alias Shafaq, Asghar alias Basham y Wazir alias Wazi.[14] Tras el ataque, el Primer Ministro interino Anwaar ul Haq Kakar interrumpió su asistencia al Foro Económico Mundial en Davos, Suiza, y regresó al país asiático [13] para convocar una reunión de emergencia del Consejo de Seguridad Nacional el 19 de enero de 2024.[15] El ministro de Asuntos Exteriores, Jalil Abbas Jilani, que se encontraba de visita en Uganda, también interrumpió su visita y regresó a Pakistán.[16] El 19 de enero, Anwaar ul Haq Kakar anunció que se habían restablecido las relaciones diplomáticas normales con Irán, tras una declaración del Ministerio de Asuntos Exteriores que decía que las dos partes habían acordado "reducir la tensión de la situación".[17]

- Irán:El Ministerio de Asuntos Exteriores iraní condenó el ataque a su territorio y convocó al encargado de negocios paquistaní para que diera explicaciones sobre el incidente.[18]

### Reacción de otras naciones
- China: La portavoz del ministerio chino de Relaciones Exteriores, Mao Ning, indicó: «Llamamos a ambas partes a actuar con moderación, evitar acciones que lleven a una escalada de tensiones y trabajar juntos para mantener la paz y la estabilidad».[19]

- India: El Ministerio de Relaciones Exteriores defendió los ataques iraníes dentro del territorio paquistaní, afirmando que «entendemos las acciones que los países toman en su propia defensa».[20]

- Rusia: El Gobierno de Rusia ha mostrado su "alarma" por el repunte de las tensiones entre Irán y Pakistán y ha pedido a las partes «máxima contención», tras los recientes bombardeos ejecutados por ambos países contra sus territorios alegando que actúan contraataques «terroristas», iniciados por parte de Teherán y respondidos este mismo por Islamabad.[21][22]

- Estados Unidos: El Departamento de Estado condenó el ataque iraní y señaló que Irán había violado «las fronteras soberanas de tres de sus vecinos tan sólo en los últimos dos días».[23] El presidente de Estados Unidos, Joe Biden, ha asegurado que los recientes intercambios de ataques entre Irán y Pakistán contra supuestos grupos terroristas demuestran que Teherán "no es especialmente querido" en la región.[24] [25]

- Japón: El gobierno japonés pidió moderación.[26]

- Afganistán: Los talibanes calificaron los ataques en Pakistán e Irán de «alarmantes» y pidieron a ambas partes que actúen con moderación.[5]

- Turquía: El gobierno turco llamó a la calma y recomendó que las partes no intensifiquen más la situación y que la calma se restablezca lo antes posible.[26][27]